# Max Goldstein
Max Goldstein (1898-1924), también conocido bajo el pseudónimo Coca, fue un revolucionario rumano considerado anarcocomunista.

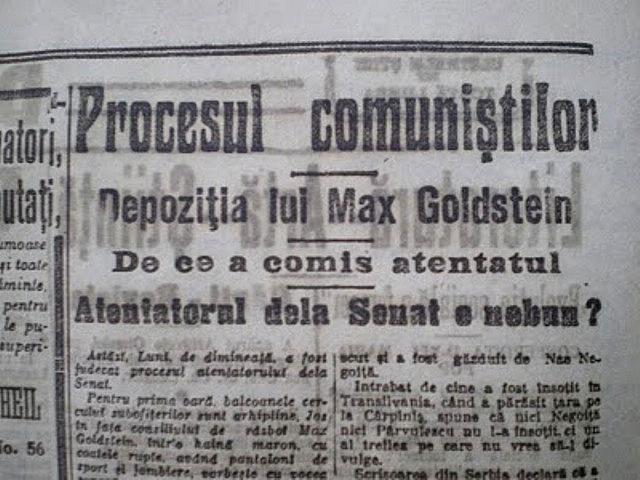
Artículo de 1922 sobre Max Goldstein con respecto al atentado

Nacido en Bârlad en una familia judía, trabajó como dependiente durante dos años. Se trasladó a Bucarest en 1916, donde se convirtió en un simpatizante comunista. Sentenciado a diez años de prisión, escapó hasta Odessa (parte de la Rusia imperial en ese momento), regresando de allí con dinero e instrucciones.
Perdió una mano -presumiblemente mientras experimentaba con explosivos- y la reemplazó con un gancho, razón por la cual era conocido entre la policía como el hombre del gancho.
El 17 de noviembre de 1920 intentó asesinar al Ministro de Interior Constantin Argetoianu, uno de los más importantes políticos anticomunistas del momento. El intento falló y la bomba bajo el tren donde viajaba Argetoianu destrozó únicamente la mitad del vagón.
El 8 de diciembre de 1920, Goldstein, con el apoyo de Leon Lichtblau y Saul Ozias, organizó otro atentado: improvisaron un dispositivo con un proyectil alemán de 76mm de calibre sin explotar de la Primera Guerra Mundial y la colocaron frente al Senado de Rumania, matando al ministerio de Justicia, Dimitrie Greceanu y a dos senadores (Demetriu Radu y Spirea Gheorghiu) e hiriendo al presidente del Senado Constantin Coandă. El gobierno informó que el grupo no había actuado sólo y que habría tenido como cómplice a Alecu Constantinescu, líder del grupo de izquierdas dentro del Partido Socialista de Rumanía, que en 1921, se dividiría y formaría el Partido Comunista de Rumanía (bajo el nombre provisional de "Partido Socialista-Comunista").
El bombardeo fue utilizado por el gobierno rumano como excusa para poner bajo custodia a los comunistas conocidos, que estaban implicados en el "juicio Dealul Spirii" (llamado así por Dealul Spirii, la colina sobre la que se levantaba el edificio del Senado) y prohibir la actividad política comunista. El líder comunista Gheorghe Cristescu rechazó todas las acusaciones de conspiración y la participación del Partido aún no está claro. Durante el juicio, Cristescu argumentó que las acciones de Goldstein estaban inspiradas principalmente por ideas anarquistas.
Tras el atentado de diciembre de 1920, Goldstein huyó a Bulgaria. En octubre de 1921, fue arrestado cuando intentaba ingresar a Rumania desde Ruse y sentenciado a cadena perpetua. Murió en 1924 en la prisión de Doftana después de 32 días en huelga de hambre.